# Waterfall (If)
Waterfall is een tussen-muziekalbum van de Britse band If. Het bevat enkele composities die ook al op If 4 stonden, maar ook enkele nieuwe tracks, waarbij de samenstelling van de band gewijzigd is.

## Musici
- John Mealing – toetsen (1),(2)(6)
- Jim Richardson – basgitaar (1),(2)(6)
- Dick Morrissey – saxofoons en dwarsfluit, zang
- Dave Quincey – saxofoons en dwarsfluit
- Dennis Elliot – slagwerk (1),(2)(6)
- J.W. Hodkinson – zang, percussie
- Cliff Davies – slagwerk
- Dave Wintour –basgitaar en zang

## Composities
1. Waterfall (Morrissey/Britta Morrissey)(5:36)
2. The light still shines (Quincy /T Humphries)(5:03)
3. Sector 17 (Quincy)(10:45)
4. Piant your picture (Morrisey/Morrissey)
5. Cash no shadows (Davies)
6. Throw myself to the wind (Morrissey/Morrissey)(4:42)
7. You in your small corner (Quincy/Humphries)(3:27)(single)
8. Waterfall (singleversie)
9. Waterfall (radioversie/mono).

Tracks 7-9 zijn bonustracks op de Repertoire-versie. Het album is geremasterd door EROC van de Duitse band Grobschnitt.
Het album is opgenomen in Londen in februari 1972 Command Studios en juli 1972 Morgan Studios.